# Gösta Geijer
Gösta Geijer (Hjälleskate in gemeente Säffle, 20 augustus 1857 – Säffle, 26 maart 1914) was een Zweeds componist en schrijver.

## Achtergrond
Johan Gustav Geijer werd geboren binnen het gezin van Carl Henrik Geijer (1808-1861), grondbezitter in Värmland en ridder in de Orde van Vasa, en Anna Göransson (1825-1886). Zijn woonde nabij Vänern. Veel heeft hij niet aan zijn vader gehad, want die overleed toen hij een kind van drie jaar oud was. Hij ging werken als landmeter met name in de spoorbouw in Zweden. Hijzelf huwde in 1899 Signe Elisabet Vallgren (1876-1912), eigenares van een muziekhandel in Malmö en zangeres. Het echtpaar reisde door Zweden met concerten en verhalen over de muziekgeschiedenis. In 1912 overleed zijn vrouw en liet hem met drie kinderen achter, Karin, Erik en de latere schrijfster Marit Geijer (1910-1997). De geschiedenis herhaalde zich, want Marit moest opgevoed worden door een pleeggezin, door het vroegtijdig overlijden van haar ouders.

## Muziek
Hij ging daarna muziek studeren aan diverse instanties in Stockholm, Göteborg en Kopenhagen. Hij kreeg onderricht van Ludvig Norman, Johan Lindegren, Andreas Hallén en Johan Svendsen. Verder verdiende hij de kost als organist in de kerk van Strängnäs (1891). Hij leidde diverse koren in de omgeving en werd in 1894 de dirigent van het plaatselijk zangkoor van Göteborg. Daarna vertrok hij naar Malmö om daar leiding te geven aan de Musikforeningen en weer later naar Ljungby.   

## Werken

### Composities
- I klostrets skugga (En klostersaga) (Concertdrama voor solisten, koor en orkest) (waarschijnlijk nooit uitgevoerd)
- Trollens guld (ballade voor orkest)
- Ouverture
- Suite nr. 2 voor strijkorkest Över skog en sjö
  - Aftonrodnad (Lento espressivo)
  - Älskogsvisa (Allegretto amoroso)
  - Över kvällens speglande vatten (Andante molto legato)
  - Morgen i skogen (Hurtigt, con brio),
  - kreeg in 1888 een uitvoering in Kopenhagen
- Romance voor viool en orkest
- Een vijftigtal liederen
  - Månljus, (voor zang en piano)
- Vaggvisa (voor piano), 1916
- Albumblad (voor piano) (1889)
- Sångkompositioner med pianoforte, To sange: 1. Ungbirken, 2.Gutten og Huldren
- To sange met Norsk og tysk text: Spinnvisa, Dulgt kjaerligheid
- Jeg har drevet omkring uden mal (voor bariton en piano of orkest)
- Es was ein König in Thule (zangstem en piano)

- Bibsys: 6013708
- International Standard Name Identifier: 0000 0003 6101 0846
- Virtual International Authority File: 223870133